# Беатриче д’Есте
Вижте пояснителната страница за други личности с името Беатриче д'Есте.
Беатриче д’Есте (на италиански: Beatrice d’Este; * 29 юни 1475, замъка на Есте във Ферара, Херцогство Ферара; † 2 януари 1497, Милано, Миланско херцогство) от Дом Есте, е принцеса от Ферара и чрез женитба херцогиня на Милано и на Бари.
Тя е и господарка на Касолново, Кузаго, Карлота, Капо ди Монте, Виланова, Сартирана, Леале и Сфорцеска, Валенца, Галиате, Мортара, Басиняна, Кастел Сан Джовани, Пильола и Вале ди Лугано (1494 – 1497), както и графиня на Сан Секондо, Фелино и Торкиара (1496 – 1497).
Беатриче е меценат на Донато Браманте, Лудовико Ариосто и Леонардо да Винчи. Грижи се за завършването на Замъка на Сфорците в Милано. Тя е една от най-изисканите принцеси на Италианския ренесанс.

## Външен вид
Най-надеждните източници, от които е възможно да се установи истинският облик на Беатриче, са мраморният бюст на Джан Кристофоро Романо, изложен в Лувъра, който я изобразява на 15-годишна възраст, и „Пала Сфорцеска“ от анонимен автор, запазена в Милано в художествения музей Пинакотека „Брера“, където тя е представена на 20 години с външен вид, съответстващ на описанията на тогавашните историци. Тя има леко вирнат малък нос, пълни бузи, малка уста, черни очи и тъмнокафява коса, винаги увита в дълга каталунска плитка, достигаща под кръста и с чифт кичури, които оставя да падат по бузите ѝ. Муралто я представя като in iuvenili aetate, formosa ac nigri colorix.
Известно е, че Лоренцо Коста рисува портрета ѝ по молба на бъдещия ѝ съпруг Лудовико Мария Сфорца, наречен Мавъра, малко след годежа им (по това време тя е на около 5 – 6 години). Вероятно става въпрос за портрета, запазен в Палатинската галерия във Флоренция, предвид перфектното съответствие между огърлицата, дадена ѝ от годеника ѝ, и тази на картината. През декември 1485 г. баща ѝ Ерколе I изпраща портрет на Беатриче (тя е 10-годишна) – дело на Козимо Тура като подарък на годеника ѝ. Той е загубен, но е запазена негова черно-бяла снимка.
Беатриче е толкова ниска на ръст, че носи обувки с платформи, т. нар. pianelle, за да се опита да намали разликата във височината със съпруга си, който е почти метър по-висок от нея (и над 20 години по възрастен). В Международния музей на обувките във Виджевано има обувка с платформа от края на XV век, приписвана на херцогинята, която, предвид размера, трябва да е била 34 – 35-и номер.

## Биография

### Ранни години
Родена е във Ферара на 29 юни 1475 г., в семейството на местния херцог Ерколе I. Той копнее за мъжки наследник, така че раждането ѝ е сметнато за нещастие. Кръстена е Беатриче (Беатрис) в чест на леля си по бащина линия Беатриче д’Есте и на леля си по майчина линия Беатриче Арагонска.
През 1477 г., когато Беатриче е на 2 години, майка им Елеонора Арагонска отвежда в арагонския двор нея и сестра ѝ Изабела, по случай втория брак дядо ѝ по майчина линия – крал Фердинандо I (Феранте I) Неаполитански, испанец по рождение, с Хуана Арагонска. Процесията, придружена от Николо да Кореджо, пристига в Пиза и оттам се качва на галера, която пристига в Неапол на 1 юни 1477 г. На 19 септември същата година Елеонора ражда сина си Феранте, но е известена, че съпругът ѝ е назначен за генерален капитан на флорентинската армия, и отива да го замести във Ферара. Връща се с Изабела, а новороденото си бебе и малката Беатриче оставя в Неапол, на грижите на дядо им и на културната им и добродетелна леля Иполита Мария Сфорца – херцогиня-консорт на Калабрия.
Беатриче живее в Неапол до около 1485 г. Като дете тя говори смесица от каталонски, кастилски и италиански – навик, който изглежда не запазва като възрастна. След избухването на Конспирацията на бароните в Базиликата – революционно движение срещу Арагонците, настанили се на Неаполитанския престол, престоят на Беатриче в Кралство Неапол става рискован и тя е върната в родината си (1485 г.) През тази година тя се завръща във Ферара през 1485 г. на 10-годишна възраст по изричното настояване на годеника си Лудовико Сфорца „Мавъра“, който желае тя да получи образование в по-подходящ за ролята ѝ двор. Това става въпреки силните протести на дядо ѝ, който неохотно приема да я пусне след редица преговори.
Беатриче прекарва юношеството си в двора на Ферара заедно със сестра си Изабела и полусестра им Лукреция, заобиколена от интелектуалци и художници като Матео Мария Боярдо, Николо II да Кореджо, Пиетро Бембо, Антонио Корнацано, Антонио Камели, Тито Строци, Антонио Тибалдео и много други. Във Ферара тя е ученичка, заедно със сестра си Изабела и на философа и хуманист Батиста Гуарино, обучаващ ги на латински и старогръцки, както и на гръцка и римска история. Така Беатриче става една от най-културните и изискани принцеси на Италианския ренесанс, при все че тя не владее правилно древните езици и дори не научава чужди езици. Обаче се научава на танци от Амброджо да Урбино и Лоренцо Лаваньоло, както и на пеене, и толкова го обича, че в пътуванията си винаги е придружавана от певци и музиканти. Свири на виола, лютня и клавикорд, създадени специално за нея от Лоренцо Гуснаско от Павия – един от най-добрите лютиери на епохата.
Междувременно роднинството на Беатриче с основните италиански семейства предизвиква брачен интерес към нея у другите аристократични фамилии и в резултат ѝ намират годеник. Годежът ѝ е плод на династическите и стратегически тежнения на семейството ѝ, но е предприет с оглед защитата на Ферара от венецианците. През пролетта на 1480 г. Бона Савойска започва, от името на херцога на Бари Лудовико Сфорца „Мавърът“, преговори с бащата на Беатриче, Ерколе I д'Есте за ръката на най-голямата му дъщеря Изабела, но тя вече е сгодена за Франческо II Гондзага – маркграф на Мантуа. Ерколе I и крал Фердинандо I му предлагат вместо нея 5-годишната Беатриче и предложението им е прието. За семейство Есте двойният бъдещ брак на Беатриче с Лудовико и на брат ѝ Алфонсо с племенницата на Лудовико Анна Мария Сфорца служи за скрепване на съюза със Сфорца – най-мощното и богато семейство в Северна Италия.
Бракът между Лудовико и Беатриче би трябвало да бъде сключен през февруари 1490 г. по същото време като този между сестра ѝ Изабела и Франческо II Гондзага. По време на посещението на баща ѝ Ерколе I д'Есте в Милано през 1487 г. Лудовико дава да се разбере, че е твърде зает с държавните дела и че Беатриче е все още твърде малка за сватба. През май 1489 г. той праща във Ферара Джакомо Троти – посланик на Есте в двора на Милано: датата на сватбата е определена за май 1490 г. и е уредена зестра от 40 хил. дуката и бижута на стойност 2 хил. дуката. Херцогът на Бари трябва да покрие част от разходите за тържествата. Когато идва юни обаче, Лудовико за пореден път отлага брака чрез Галеацо Сансеверино, хвърляйки в смут херцозите на Ферара. Те започват да се съмняват в истинското му желание да се ожени за Беатриче. Причината за това му поведение е известната му връзка с красивата му любовница Чечилия Галерани. За да се извини за постоянните отлагания, през август 1490 г. той праща Франческо да Казате във Ферара, за да дари на годеницата му изящна огърлица от перли, злато, изумруди и рубини.

### Брак
На 29 декември 1490 г. 15-годишната Беатриче д'Есте напуска Ферара на борда на няколко карети, придружена от майка ѝ Елеонора Арагонска, чичо ѝ Сигизмондо I д'Есте и свита от благородници и дами. Нейният по-малък брат Алфонсо я предшества на шейна поради особено суровата зима. Река По е замръзнала в участъците на Мантуа и Ферара. Във Ферара пада метър сняг, който продължава до средата на март. На 2 януари шествието стига до Брешело, където се среща с това на Алфонсо и на следващия ден приветства пристигането на Изабела д’Есте – маркиза на Мантуа със свитата ѝ от 50 души и 30 коня. На 5 януари Галеацо Сансеверино пристига в Брешело с флот от три бучинтора и 18 транспортни кораба на Сфорца.
На 7 януари сватбеното шествие потегля и заминава за Пиаченца, където е приветствано на 12 януари от граф Бартоломео Скоти след доста неудобно пътуване поради заледяване и въздушно течение. Пътешествието се възобновява на сутринта на 14 януари и в около 16.30 часа на 15 януари малката флота пристига на речното пристанище в Павия. Лудовико посреща булката на кея, като ѝ помага да слезе от кораба, заобиколен от много прочути милански благородници. След това шествието прекосява Покрития мост и накрая стига до замъка. Работите в замъка при Порта Джовия течат от месеци и за да ги завърши навреме, Лудовико Сфорца „Мавърът“ кара всички най-известни художници и скулптори, работещи в Ломбардия (включително и Леонардо да Винчи) да изоставят текущите си задачи и да отидат в Милано. За случая Sala della Balla е изрисувана с цикъл от стенописи, представящи подвизите на Франческо I Сфорца.

На следващия ден е подписан брачният договор с Лудовико Мария Сфорца „Мавърът“ – херцог на Бари, но реално и господар на Милано. Следобед той показва чудесата на Замъка в Павия на Беатриче, Изабела и Алфонсо, по-специално библиотеката, оръжейната и огледалната зала. На 17 януари 1491 г. Лудовико сключва брак с 15-годишната Беатриче д’Есте в Херцогския параклис на замъка. Булката е облечена в дълга бяла рокля, на която са пришити много перли и бижута. Тя е придружена до олтара от майка си и сестра си, следвани от брата на Беатриче Алфонсо и чичо ѝ Сиджизмондо, а зад тях – няколко благородници от Ферара. Лудовико иска бракът да се сключи в Павия, а не в Милано, за да не се създава впечатление, че иска да измести като херцог племенника си Джан Галеацо Мария Сфорца – законен херцог на Милано, оженил се за Изабела Арагонска в Миланската катедрала няколко месеца по-рано. Още на следващата сутрин Лудовико заминава за Милано, за да завърши подготовката за празниците и тържествения прием. 
Свитата на Беатриче напуска Павия 3 дена по-късно, прекарвайки нощта на 21 януари в замъка в Бинаско. На следващия ден тя е посрещната от херцог Джан Галеацо Мария Сфорца и съпругата му Изабела Арагонска на няколко мили южно от града и е придружена за закуска в трапезарията на базилика „Сант Еусторжио“. В късната сутрин шествието влиза в Милано през Порта Тичинезе, където е приветствано от Лудовико, облечен в златен елек, и от най-изявените благородници, от духовенството, от посланиците на италианските държави, както и от лекари и юристи. По този случай къщите и магазините на Милано са украсени с гирлянди от цветя, знамена, драперии и гоблени. В махалата Contrada degli Armorari миланските оръжейници подреждат две дълги редици рицари с пълна броня, яздещи впрегнати коне, които, подредени по този начин, изглеждат като истински. Обявено от 46 двойки тръбачи, шествието напредва сред ликуващите хора към замъка, където го очакват майката на миланския херцог – Бона Савойска, двете ѝ дъщери Анна Мария Сфорца и Бианка Мария Сфорца заедно с най-красивите дами на града. На 23 януари в Херцогския параклис в Павия е отпразнувана и сватбата между Алфонсо I д’Есте и Анна Мария Сфорца, но празненствата се провеждат във Ферара месец по-късно.
На 24 януари на площада са издигнати три подиума: на първия се качват вестителите и тръбачите, на втория са поставени подаръците, получени от съпрузите, заедно с чинии, гарафи и други златни и сребърни изделия, а на третия, поставен в центъра – самата Беатриче, която получава почитта от високопоставените лица на града. След това тя дарява двама рицари (Висконти и Суарди) с две златни завеси, окачени впоследствие в двора на замъка, които по-късно ще бъдат наградите за победителите в последвалия турнир. Същата вечер се провежда паметен бал, на който присъстват не по-малко от 200 души, включително селянки, облечени в цветовете на Сфорца и идващи от цяла Италия. Този бал е споменат от Бартоломео Калко заради разкошната демонстрация на дрехи и прически (на които Беатриче е голяма почитателка).
Между 26 и 28 януари се провежда турнир, в който участват голям брой известни личности, включително самият херцог Джан Галеацо Мария Сфорца, Анибале II Бентивольо, Джовани Франческо II Пико дела Мирандола, Бонифаций III Монфератски и Франческо II Гондзага, всички с дрехи и брони с възхитителни или екстравагантни форми. Победител е Галеацо Сансеверино, който получава златната завеса от ръцете на Беатриче.
Изглежда, че по повод сватбата младоженците даряват богатия олтарна драперия, все още запазена в църквата „Санта Мария дел Монте“ във Варезе. Светилището е особено скъпо на Лудовико Сфорца, който често ходи там и прави многобройни литургии след смъртта на жена си.
На 1 февруари Елеонора Арагонска, Изабела д’Есте, Алфонсо I д’Есте, Анна Мария Сфорца, Ермес Сфорца и Джан Франческо Сансеверино напускат Милано, последвани от шествие от 400 души и посещават манастира в Чертоза ди Павия. След това те потеглят за Ферара, където пристигат на 11 февруари. Мъдрата Поликсена д'Есте, братовчедка на Беатриче, която вече е на 40 години, остава в Милано, за да ѝ помага.
Бракът е обявен за консумиран веднага след първата брачна нощ, но всъщност той остава неконсумиран за повече от месец: от уважение към съпругата по-възрастният ѝ с 23 години съпруг не желае да я принуждава, а търпеливо изчаква тя да е готова да му се отдаде спонтанно. Непрекъснатият натиск, упражняван от баща ѝ херцог Ерколе I, за ускоряване на консумацията, се оказва безполезен и ситуацията се разрешава от само себе си скоро след това.

### Характер и интереси
Благодарение на младостта си Беатриче има щастлив, весел, безгрижен и игрив характер. Тя измисля заедно със съпруга си доста от многобройните шеги срещу придворните, най-вече срещу сериозния Джакомо Троти.
Тя е амбициозна като сестра си, но по-импулсивна от нея. Известен е епизодът, в който се скарва с някои жени от народа, след като я обиждат за дрехите ѝ. По друг повод, осъзнавайки, че Лудовико иска тя да облече рокля, знаейки, че преди е принадлежала на любовницата му Чечилия Галерани, Беатриче категорично отказва и принуждава съпруга си да прекрати извънбрачната връзка.
Винченцо Калмета – неин верен секретар, възхвалява нейната изобретателност, приветливост и грация, както и двора ѝ от благородници, музиканти и поети. Историкът Паоло Джовио от друга страна я описва като надменна, намесваща се в държавните дела, в раздаването на служби и в правосъдните дела, но той е единственият автор, който говори за нея така и няма доказателства за това.
Беатриче обича лукса и гардеробът ѝ само в апартаментите ѝ в Замъка в Павия има цели 84 рокли, както и безброй други ценности.
Лудовико Мария Сфорца е искрено влюбен в жена си, въпреки че продължава да има любовници след брака си подобно на повечето господари от онова време. В свое писмо той пише за нея: „Тя ми е по-скъпа от слънчевата светлина". Хармонията на двойката се потвърждава и от Джакомо Троти – посланик на Есте в двора на Милано, както и от кореспонденцията между сестра ѝ Изабела д’Есте и Галеацо Сансеверино, който ѝ пише след брака: „Толкова много любов има между тях двамата, че не мисля, че двама души могат повече да се обичат". Решението на Лудовико да я изпрати на дипломатическа мисия във Венеция, подобно на близкото ѝ участие в правителствените дела, е безпрецедентно за времето и е знак за доверието му, което ѝ гласува.
Беатриче цени провансалските рицарски поеми и Каролингския цикъл, както и представянето на старогръцки комедии и трагедии, които баща ѝ много обича. Особено обича да слуша коментара към „Божествена комедия“ на Антонио Грифо – страст, споделяна и от съпруга ѝ Лудовико. Най-голямата ѝ страст е измислянето и създаването на нови дрехи, които диктуват модата в много италиански дворове по онова време и в които, докато е жива, тя няма съперници в нито един италиански двор. Тя дори праща във Франция кукли, облечени в някои от моделите ѝ в миниатюра. Муралто я помни като novarum vestium inventrix (от лат. „създателка на нови дрехи“). Благодарение на кореспонденцията на вездесъщия Джакомо Троти и нейните писма до сестра ѝ и съпруга ѝ, са запазени много описания на богатите ѝ дрехи и модели. Беатриче е отлична ездачка и обича да ловува със соколи, като често се държи безразсъдно, сякаш е истинска амазонка. Обича много животните и съпругът ѝ ѝ ги подарява често: сред многото животни, освен многобройните коне, има маймуни и дори мишки.
Беатриче се възползва от позицията си на дама в един от най-великолепните дворове в Италия, за да се обгради с културни мъже и изключителни художници. Нейният двор е посещаван от художници като Леонардо да Винчи, Джовани Амброджо де Предис, Джовани Антонио Болтрафио, Андреа Солари, архитекти като Донато Браманте и Джовани Антонио Амадео, скулптори като Джан Кристофоро Романо, Кристофоро Солари и Карадосо, поети като Николо да Кореджо, Бернардо Белинчони, Антонио Камели, Гаспаре Висконти, Антонио Грифо, хуманисти като Балдасаре Кастильоне, музиканти и лютиери като Франкино Гафурио, Лоренцо Гузнаско, Якопо ди Сан Секондо, Антонио Тестагроса, както и много от най-известните певци и танцьори от онова време.

### Раждане на Ерколе Масимилиано и Франческо Сфорца
На 20 януари 1493 г. Елеонора Арагонска пристига в Милано, за да помогне на дъщеря си за раждането, като довежда от Ферара и семейната акушерка. Два дена по-късно в Зала дел Тезоро в Рокета (най-укрепената част) на замъка на Порта Джовия на маси са изложени подаръците на миланските благородници, които са покрити с пурпурно златно кадифе, дарени на Лудовико Сфорца с оглед на близкото раждане на детето. Сред тях има два красиви диаманта на стойност 18 хил. дуката и красива златна люлка за бебето, дарени от тъста му Ерколе I д’Есте.
В 16 часа на 23 януари 17-годишната Беатриче ражда първородния си син Ерколе Масимилиано Сфорца, кръстен на баща ѝ, към когото тя храни безусловна любов, и впоследствие наречен Масимилиано в чест на император Максимилиан I. Събитието е последвано от демонстрации на уважение към Лудовико, който кара камбаните да бият цяла седмица, насърчава обществени шествия и помилва някои осъдени. По повод кръщенето на детето на площада пред Миланската катедрала е поставена голяма сцена, покрита със скъпоценни тъкани, украсена с листа и гирлянди, на чиято външната страна са представени 12-те подвига на Херкулес, представени с гипсови барелефи.
На 20 февруари Беатриче и Изабела Арагонска присъстват на благодарствената литургия в църквата „Санта Мария деле Грацие“, пеейки Te Deum, последвано от традиционната благословия на майката. Следва великолепно празненство в дома на Дела Торе.
Раждането на Ерколе Масимилиано бележи повратната точка в политиката на Лудовико Сфорца, който оттогава нататък се опитва да бъде признат за легитимен херцог на Милано на мястото на бездарния му племенник Джан Галеацо Мария Сфорца. Раждането води и до влошаване на отношенията между Беатриче д’Есте и Изабела Арагонска – съпруга на херцога. Изабела, много по-решителна от съпруга си, разбира ясните намерения на Лудовико. Тя пише на баща си Алфонсо II Неаполитански с молба за помощ за получаването на херцогството. Фернандо I Арагонски, въпреки че публично поздравява Лудовико за раждането на сина му, се опитва да ограничи влиянието му в другите италиански и чужди дворове. Сфорца обаче го изпреварва, като сключва съюз с Венецианската република, Херцогство Ферара, Маркграфство Мантуа и Папската държава, целящ да гарантира мира в Италия в продължение на поне 25 години по модела на предишния Мир в Лоди от 9 април 1454 г. Новата лига е провъзгласена във Венеция на 25 март 1493 г. на празника на Сан Марко. За случая дожът прави миланския посланик Тадео Вимеркати рицар, а Сфорца обещава да отиде при тъста си във Ферара, за да му покаже внука му и да изпрати Беатриче като своя представителка във Венеция с намерението да получи подкрепата на венецианците за легитимността му като херцог на Милано. Изабела д’Есте, за да не се изложи пред сестра си и поради забавянето на миланската свита, напуска Ферара на 11 май, за да отиде на свой ред във Венеция.
На 4 февруари 1495 г. Беатриче ражда втория си син – Сфорца Франческо Сфорца, наречен така в чест на починалия си чичо по бащина линия Сфорца Мария Сфорца, много скъп на Лудовико и на дядото на детето Франческо Сфорца. Детето е кръстено от леля си Изабела д'Есте с 15 имена, но оттогава го наричат просто Франческо.

### Посещение на Ферара
Лудовико Сфорца и Беатриче тръгват за Ферара на 10 карети, придружени от Алфонсо I д’Есте, Франческо Гондзага и разкошна свита, следвана от 50 мулета, натоварени с багаж. След като спират в най-важните градове на Емилия, където се провеждат нарочни за скучая панаири, турнири и театрални представления, на 17 май те са близо до Ферара и отсядат в Палацо Троти. В 13 часа на следващия ден те влизат в града, пресичайки моста Castel Tedaldo, тръгват покрай виа Гранде и виа дей Сабиони, заобиколени от развеселена тълпа, и достигат до Замъка на Есте, където са посрещнати от херцозите на Ферара. След това двата двора присъстват на литургията в катедралата „Сан Джорджо“. От тази нощ херцозите на Бари отсядат в Палацо Костабили.
На следващите дни има турнир, спечелен отново от Галеацо Сансеверино, конна надпревара, спечелена от Алфонсо д'Есте, и дуели с широки мечове, както и театрални представления, включително „Менехми“ на Плавт, които убеждават Лудовико Сфорца да създаде театър в Милано. От своя страна дамите от Милано и Ферара се надпреварват взаимно коя ще покаже по-пищен и елегантен тоалет. Ерколе д'Есте показва на Лудовико докъде са стигнали работите по неговите амбициозни планове за разкрасяване и разширяване на града, т. нар. Addizione Erculea – градоустройствена работа, първата по рода си по отношение на разширението и органичността, която донася на Ферара титлата „първи съвременен град в Европа“.

### Дипломатическа мисия във Венеция
На 25 май Беатриче заминава за Венеция, придружена от майка си Елеонора Арагонска, брат си Алфонсо I д’Есте и съпругата му Анна Мария Сфорца, секретаря Винченцо Калмета, съветниците Джироламо Тутавила, Галеацо Висконти, Анджело Таленти и Пиетро Ландриани, епископа на Комо Антонио Тривулцио и свита от над 1200 души. Голямата делегация се пуска с две бучинтори и множество по-малки кораби, които плават първо по река По, след това по опасно бурното море. Морето предизвиква много страхове сред присъстващите, но не и у Беатриче, която вместо това се забавлява заедно със зет си Галеацо Сансеверино да се присмива на страха на групата.
На 26 май флотът стига до Киоджа, където Беатриче отсяда в дома на венециански благородник. Лудовико Сфорца, изпращайки жена си във Венеция, има цели да се '„снижи“ в светлината на неотдавнашните военни преговори, установени с френския крал Шарл VIII. Той също така се опитва да получи легитимация като херцог на Милано от император Максимилиан I в замяна на ръката на Бианка Мария Сфорца, придружена от приказна зестра от 300 хил. златни дуката, 40 хил. дуката в бижута плюс още 100 хил. дуката за херцогската инвеститура. От друга страна Беатриче би използвала своя чар, интелигентност и помпозност, характеризиращи миланския двор, за да впечатли венецианците. Същия ден в летния херцогски дворец Delizia di Belriguardo идват и баща ѝ Ерколе I д'Есте и дворът на Ферара.
На сутринта на 27 май малката флота заобикаля Лидо и достига крепостта Маламоко около пет часа следобед, където е оповестена с топовни изстрели и приветствана от делегация от 24 венециански патриции на три богато украсени лодки. Беатриче е поканена да се качи на едната от тях и изслушва реч от Винченцо Капело в нейна чест. Флотът подновява пътуването си до Венеция, придружен от множество венециански кораби, пристигайки на остров Сан Клементе. Там ги чака самият дож в сянката на павилион заедно с Маркграфа на Мантуа, пристигал в града три дена по-рано. Дожът кани Беатриче да се качи на бучинторото, което се насочва към Канал Гранде, последван от две богато украсени триреми и десетки други по-малки кораби. По време на пътуването Беатриче присъства на представлението на шлеп на спора между Минерва и Нептун, довел до основаването на Атина. Същата вечер тя и най-изявените членове на свитата ѝ отсядат в палат Fondaco dei Turchi, собственост на д'Есте, пред който за случая е издигната ложа, украсена с гоблени и гирлянди с цветя.
През следващите два дни тя е зрителка на различни церемонии, включително единична регата с мъжки и женски екипажи. На 30 май е поканена на разкошна закуска в Двореца на дожите, състояща се от над 300 предмета, възпроизведени в златен захарен памук. На 31 май посещава Арсенала, където намира стотици подредени галери, както и остров Мурано. На 1 юни Беатриче посещава Базилика „Сан Марко“ и Съкровищницата.
На 2 юни заминава от Венеция за Ферара, където пристига на 5 юни. Посещението е прекрасен личен успех, но почти тотален провал от политическа гледна точка, тъй като Венеция остава против инвеститурата на съпруга ѝ за херцог на Милано.

### Роля в Първата френска инвазия (1494 – 1495)
След раждането на първородния си син Ерколе основната грижа на Беатриче е да осигури на сина си наследяването на Миланското херцогство, което обаче законно принадлежи на сина на братовчедка ѝ Изабела. Напрежението между двете се натрупва през следващата година, докато на 25 януари 1494 г. старият крал на Неапол Феранте I умира. Той вече е предвидил избухването на война, която се е опитал с всички сили да избегне. След като се възкачва на трона на Неапол, синът му Алфонсо II Неаполитански не се поколебава да се притече на помощ на дъщеря си Изабела, обявявайки война на шурея си Лудовико Сфорца и окупирайки град Бари като първи признак на враждебност. Лудовико отговаря на заплахите, като дава зелена светлина на френския крал Шарл VIII да влезе в Италия, за да завладее Кралство Неапол. Кралят вярва, че то му принадлежи по право, след като Арагонците са го откраднали от Анжуйците.
В конвулсивната фаза на последвалите войни Беатриче трябва да подкрепя съпруга си в неговата си профренска политика, въпреки че това означава да води война срещу собствените си роднини. Затова на 23 юли 1494 г. тя посреща в Милано херцог Луи Орлеански – братовчед на краля на Франция, който пристига в Италия с авангарда на френската армия. След това, на 11 септември същата година, тя отива в Асти да се срещне лично с френския крал Шарл VIII. Луи Орлеански и Шарл VIII са посрещнати с голямо веселие и тържества и претендират, по френски обичай, да целунат херцогинята и всички красиви придворни дами по устата. Шарл VIII показва голямо възхищение от грациозността, с която Беатриче танцува, и богатството на тоалета ѝ, и поисква портрет, който може би съответства на скицата, направена от Леонардо да Винчи с въглен.
Скоро, осъзнавайки, че плановете му не вървят по план, Лудовико се отказва от съюза си с французите и се присъединява към Свещената лига, нарочно създадена между различните италиански сили, за да прогонят чужденците от полуострова. Докато крал Шарл VIII, след завладяването на Неапол, все още е в кралството, в ситуация на тежко напрежение, на 11 юни 1495 г., в противоречие със заповедите на краля, Луи Орлеански окупира град Новара. Херцогът стига чак до Виджевано, заплашвайки да атакува Милано с намерението да узурпира Миланското херцогство. Той счита херцогството принадлежащо му по право, тъй като е потомък на Валентина Висконти.
Лудовико побързва да се затвори със съпругата си и децата си в Рока дел Кастело в Милано, но понеже не се чувства в безопасност, мисли да напусне херцогството, за да се приюти в Испания. Само силната опозиция на съпругата му и на някои членове на съвета, както пише историкът Бернардино Корио, го убеждава да се откаже от тази идея. Поради сериозното напрежение обаче Лудовико се разболява, почти сигурно поради инсулт, който го оставя за кратко парализиран, и затова Беатриче сама трябва да се изправи пред тежката военна ситуация. Лудовико обаче успява да осигури подкрепата и лоялността на миланските благородници и да се съпротивлява, докато не пристигне помощ от Венеция и Ферара. Луи Орлеански, укрепил се в Новара, е принуден да понесе дълга и изтощителна обсада, която унищожава хората му с глад и епидемии. Така херцогът е окончателно победен няколко месеца по-късно и излиза от конфликта по заповед на завръщащия се във Франция Шарл VIII.
След тези събития Лудовико никога повече не се отделя от жена си Беатриче и я взима със себе си във военния лагер край Новара по време на обсадата. По повод тяхното посещението се провежда запомнящ се парад на цялата армия за удоволствие на херцогинята, която високо цени военните въпроси. Тя лично участва във военния съвет, както и в мирните преговори, и във всичките срещи с французите, които са изумени да я видят как активно сътрудничи до съпруга си.
От известно време Лудовико възнамерява да направи Беатриче едноличен управител на държавата. През 1494 г. той ѝ дава феодите Касолново, Сартирана Ломелина, Валенца, Галиате, Кузаго, Мортара, Басиняна, Сан Секондо, Фелино, Торкиара, Кастел Сан Джовани, Пильола, Монте Империале, Леале, Карлота, Вал ди Лугано, парка и Замъка в Павия, Гамболо, Тромело, както и любимата ферма Sforzesca близо до Виджевано.

### Последна година и смърт
През лятото на 1496 г. Беатриче и съпругът ѝ се срещат с император Максимилиан I в Малес. Императорът е особено мил към херцогинята, дори лично реже храната в чинията ѝ, и е много възхитен от ловните ѝ умения и упорития ѝ характер. Впоследствие императорските и миланските свити отиват в Бормио, посещавайки термалните му бани. След това императорът остава за известно време в Милано и е в силни приятелски отношения с двамата херцози, чиято компания той обявява за единствената, която желае.
През последните месеци обаче отношенията между двамата съпрузи са доста обтегнати поради връзката на Лудовико с Лукреция Кривели – придворна дама на Беатриче. Въпреки недоволството, през април 1496 г. Беатриче чака трето дете от съпруга си. Бременността ѝ обаче се усложнява както от мъката, причинена ѝ от новината, че Лукреция също чака дете от Лудовико, поради което Беатриче се чувства доста унизена, така и от преждевременната трагична смърт на любимата ѝ Бианка Джована Сфорца – извънбрачна дъщеря на Лудовико и най-скъпата ѝ приятелка от първия ден на пристигането ѝ в Милано.
Родилните мъки на 21-годишната Беатриче започват през нощта между 2 и 3 януари 1497 г., но нито майката, нито момченцето ѝ оцеляват. Мъжът ѝ полудява от мъка. В продължение на две седмици е затворен на тъмно в собствените си апартаменти, след което обръсва главата си и оставя брадата си да расте, и оттам насетне носи само черни дрехи с окъсано наметало на просяк. Единствената му грижа се превръща украсата на семейния мавзолей, а пренебрегнатата държава започва да запада.
Беатриче е погребана в хора на църквата „Санта Мария деле Грацие“ в Милано. Херцогът поръчва погребален паметник за себе си и съпругата си на Кристофоро Солари. След смъртта на Лудовико като пленник във Франция обаче гробът е прехвърлен празен в Манастира на Павийския чертог, където се намира и към 2022 г.
Пустерла Беатриче, една от второстепенните порти на Милано, намираща се в миланския квартал Брера, е посветена на херцогинята. Освен това името ѝ носи една от днешните големи залесени алеи покрай бастионите на Милано – Viale Beatrice d'Este.

## Семейство
Беатриче е второ дете и дъщеря на Ерколе I д’Есте (* 1431, † 1505), херцог на Ферара, Модена и Реджо, и съпругата му Елеонора Арагонска (* 1450 † 1493).
Има 5 братя и 1 сестра:
- Изабела (* 1474, † 1539), маркграфиня на Мантуа като съпруга на Франческо II Гонзага. Една от най-влиятелните личности на Ренесанса; укрепва връзките между Есте и Гондзага
- Алфонсо I (* 1476, † 1534), наследник на баща си като херцог на Ферара
- Феранте (* 1477, † 1540), заговорник срещу брат си Алфонсо, затворен в замъка на Есте, където умира
- Иполито I (* 1479, † 1520), кардинал от 1493 г., известен като „Кардиналът от Ферара“, могъща личност, известен покровител на някои писатели, сред които Лудовико Ариосто, който му посвещава „Бесният Орландо“
- Сиджизмондо (* 1480, † 1524), придворен

Има и двама полубратя и една полусестра от извънбрачни връзки на баща ѝ.
Бракът ѝ и потомството ѝ от него са следните:
∞ на 18 януари 1491 за бъдещия 7-и херцог на Милано Лудовико Мария Сфорца „Мавъра“ (* 27 юли 1451, Виджевано; † 3 август 1508, Милано) от род Сфорца, от когото има 2 сина и 1 мъртвородено дете – също момче:
- Ерколе Масимилиано Сфорца (* 25 януари 1493, Милано; † 4 юни 1530, Париж), граф на Павия и 8-и херцог на Милано (1512 – 1515), неженен и бездетен.
- Франческо II Сфорца (* 4 февруари 1495, Виджевано; † 1 ноември 1535, Милано), принц на Росано и граф на Борело, впоследствие граф на Павия, 9-и херцог на Милано (1521 – 1535), последният суверенен херцог в историята на Милано; ∞ 4 май 1534 за 13-годишната си племенница Кристина Датска (* 1522, † 1590), принцеса на Дания, Норвегия и Швеция, дъщеря на крал Кристиан II и съпругата му Изабела Хабсбург. Нямат деца.
- Третият син не е кръстен и затова не може да бъде погребан заедно с майка си в гроба. Поради това съкрушеният Лудовико кара да го погребат над вратата на манастира на Санта Мария деле Грацие със следната епитафия на латински: „О нещастно раждане! Загубих живота си, преди да се родя, и по-нещастен умрях, отнемайки живота на майка си и лишавайки баща си от жена му. При толкова неблагоприятна съдба единствената му утеха е, че родителите ми Лудовико и Беатриче, херцози на Милано, ме създадоха. 1497 г., 2 януари“.[37]